# Protestas en Gabón de 2016
Las protestas en Gabón de 2016 estallaron después de las elecciones presidenciales de 2016 en Gabón, en las que el presidente Ali Bongo fue reelegido por un estrecho margen contra el candidato de la oposición Jean Ping. Hubo enfrentamientos armados entre los partidarios de Ping, que se proclamaron victoriosos, y la policía, lo que provocó que las autoridades bloquearan Internet en Libreville.

## Eventos
La violencia estalló en al menos nueve de los vecindarios de Libreville cuando se anunciaron los resultados oficiales el 31 de agosto de 2016, mostrando una estrecha victoria del presidente Bongo. Los manifestantes incendiaron el edificio del parlamento nacional. Los disturbios y la violencia continuaron el 1 de septiembre. La sede de Ping fue rodeada y bombardeada por un helicóptero de la guardia presidencial, matando a dos personas. Se escucharon disparos y explosiones en el barrio de Nkembo. Según un residente local, las fuerzas gubernamentales atacaron una estación de radio y televisión de la oposición. Se informó de algunos saqueos. Se dijo que alrededor de 1100 personas fueron arrestadas mientras las fuerzas de seguridad luchaban para reprimir los disturbios. Pacome Moubelet Boubeya, el ministro del Interior, condenó la violencia y acusó a Ping y a otros líderes de la oposición de orquestarla; también afirmó que los alborotadores iban armados con AK-47 y granadas, aunque la oposición lo negó. El presidente Bongo calificó a los líderes de la oposición como "un pequeño grupo cuyo único objetivo es tomar el poder por sí mismos".
El 31 de agosto, las principales empresas de telecomunicaciones de Gabón cortaron el acceso a Internet.
También el 1 de septiembre, Jean Ping volvió a afirmar haber ganado las elecciones y declaró que "la única solución es que Bongo reconozca la derrota". Dijo que no se molestaría en apelar ante la Corte Constitucional porque era "una herramienta de la autoridad gobernante" que simplemente obedecía órdenes; en cambio, hizo un llamamiento a la comunidad internacional para que interviniera ante la represión del gobierno. Desestimando los llamamientos para publicar los resultados de cada mesa electoral individual, el gobierno dijo que eso solo podría hacerse si la oposición seguía el proceso legal y apelaba al Tribunal Constitucional.
Para el 2 de septiembre, la vida en Libreville parecía estar comenzando a volver a la normalidad, aunque había una fuerte presencia de fuerzas de seguridad que mantenían el orden. Mientras tanto, Ping celebró una conferencia de prensa y se declaró presidente. Pidió que el 5 de septiembre se inicie una huelga general: "Les pido a partir de hoy que no utilicen la violencia sino que resistan bloqueando la economía del país". No obstante, se informó que los negocios en Libreville avanzaban con relativa normalidad. Se restauró el acceso a Internet. También el 5 de septiembre, Séraphin Moundounga, segundo vice primer ministro de Justicia, dimitió para protestar por la falta de voluntad del gobierno de realizar un recuento, que, según él, estaba provocando violencia.
A pesar de sus críticas anteriores al Tribunal Constitucional, Ping apeló los resultados ante el Tribunal el 8 de septiembre, con la esperanza de forzar un recuento en la provincia de Haut-Ogooué. Ping advirtió el 9 de septiembre que si la Corte no fallaba a favor de un recuento, podría producirse una "inestabilidad profunda y sostenida".
Después de las elecciones, el gobierno planeaba mantener un "diálogo político inclusivo" para ayudar a resolver la discordia en curso. Si bien se esperaba que asistieran al diálogo unos 50 partidos políticos y 1200 organizaciones, Jean Ping y sus seguidores, reunidos en la Coalición por la Nueva República, se negaron a participar. Estaba previsto que el diálogo comenzara el 28 de marzo de 2017.

## Reacciones
- Argelia: Evacuó a sus ciudadanos que trabajaban en un campo petrolífero en Gabón.[14]